# Fábrica de autoria
Uma fábrica de autores ou fábrica de autoria é uma editora que depende da produção de um grande número de livros de pequenas tiragens de diferentes autores, em oposição a um número menor de obras publicadas em números maiores.
Conforme descrito por Writer Beware, uma fábrica de autores é 
[...] uma empresa que publica um grande número de autores na expectativa de vender cerca de cem livros de cada um (ao contrário de publicar um número limitado de autores na esperança de vender milhares de livros de cada um, como fazem as editoras comerciais). As fábricas de autores não exigem que os autores façam quaisquer despesas financeiras, ocultas ou não. No entanto, eles contam com seus autores como sua principal fonte de renda (por meio de livros comprados pelo autor para revenda ou vendidos para mercados de "bolso" cuja responsabilidade de identificação cabe o próprio autor) e, portanto, podem ser definidos como  editoras personalizadas, apesar da falta de custos iniciais ou outras cobranças. Além disso, as fábricas de autores tendem a compartilhar um modelo de negócios com editoras personalizadas: nenhuma seleção editorial de submissões, nenhuma edição de pré-publicação significativa, nenhum marketing ou distribuição pós-publicação significativa.
Victoria Strauss usou os exemplos de PublishAmerica e VDM Publishing para ilustrar o conceito de fábrica de autores. Mais precisamente, ela caracterizou o VDM como uma "fábrica de autores acadêmicos".
A ascensão das fábricas de autores é baseada na ascensão da indústria de venda de livros online e da tecnologia de impressão digital, que torna barato imprimir livros sob demanda.